# Hippodroom van Bredene

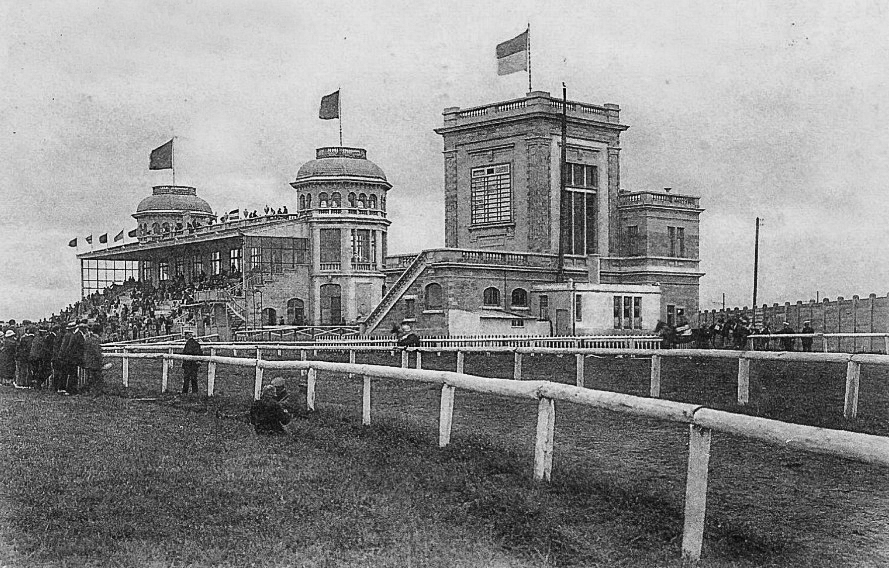
De hippodroom tijdens het interbellum

De Hippodroom van Bredene was een hippodroom in Bredene-Duinen, een kern van de Belgische gemeente Bredene, gebouwd in de jaren twintig van de 20e eeuw. Deze paardenrenbaan was gelegen aan het kruispunt van de Koerslaan en de Batterijstraat. Het was korte tijd een oefenrenbaan ter vervanging van de oefenrenbaan in de Vuurtorenwijk die verdween toen men een nieuwe vissershaven in Oostende bouwde.

## Historie
Het was een initiatief van de firma Belgian Littoral Cie S.A. die in 1922 de bouw startte op D'Heye. Op 24 juni 1923 werd de hippodroom ingehuldigd. Ze bestond uit een tribune met dakterras met aan iedere zijde een ronde toren, een koerstoren, een gebouw voor de bookmakers en voor gokkers en paardenstallen en woningen. Het witte gebouwtje op de afbeelding bovenaan is de pesage of de plaats waar men de jockeys woog.
Men voorzag een aftakking van de kusttram vanaf het nog bestaande wachthuisje in art deco, via het traject van de huidige Koerslaan tot aan de renbaan. Van 1923 tot 1939 was ze populair tot de inval in België door het Duitse leger hier een einde aan maakte. Bredene werd deel van de Atlantikwall en Sperrgebiet, uit vrees voor een invasie vanuit Engeland. In 1941 dynamiteerden de Duitsers de infrastructuur om te verhinderen dat de Royal Air Force het zou gebruiken als herkenningspunt bij luchtbombardementen.
Een aantal straatnamen in de buurt verwijzen nog naar de paardenrenbaan: Koerslaan, Derbylaan, Amazonelaan.

## Galerij

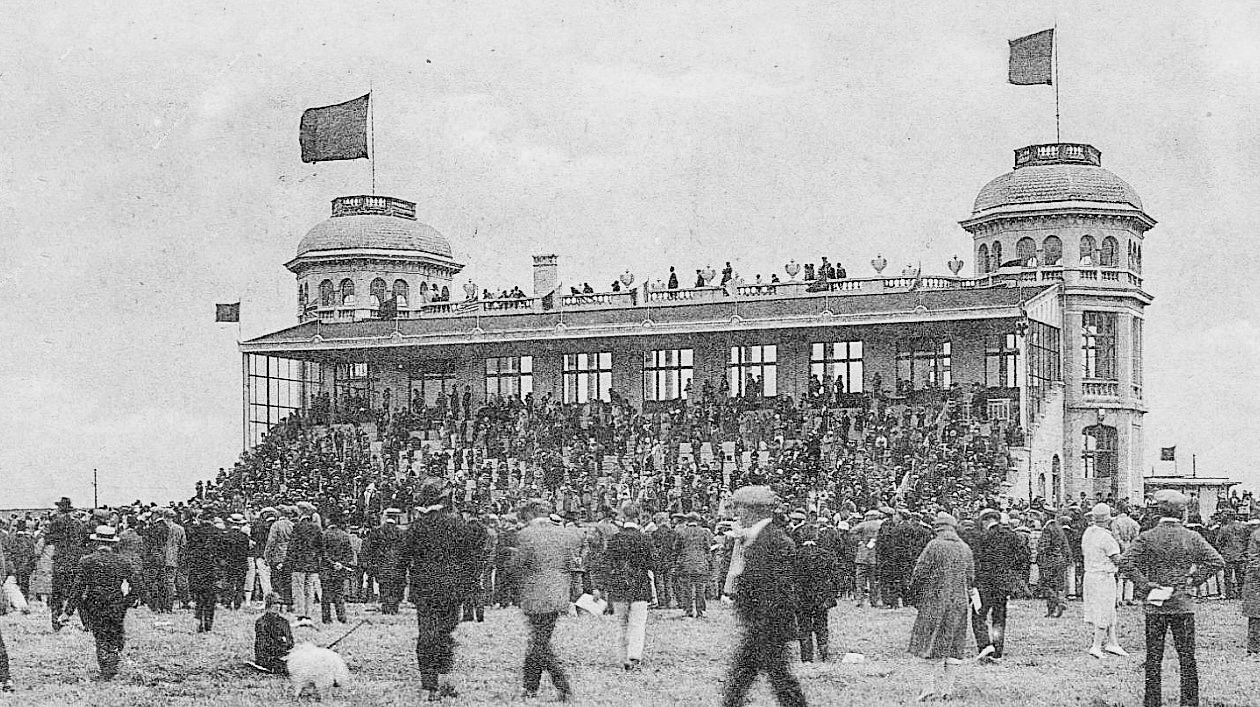
De hippodroom
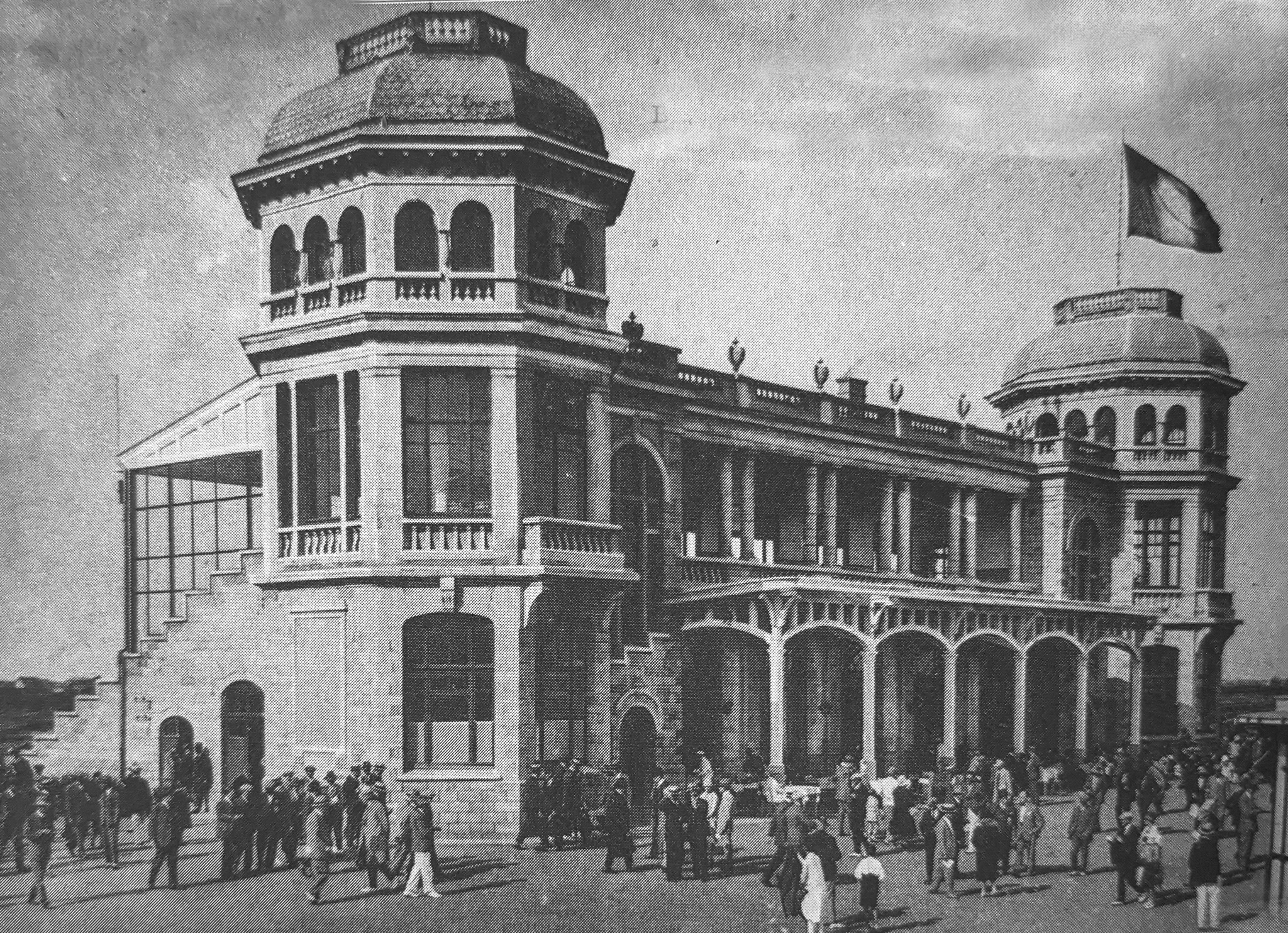
De hippodroom
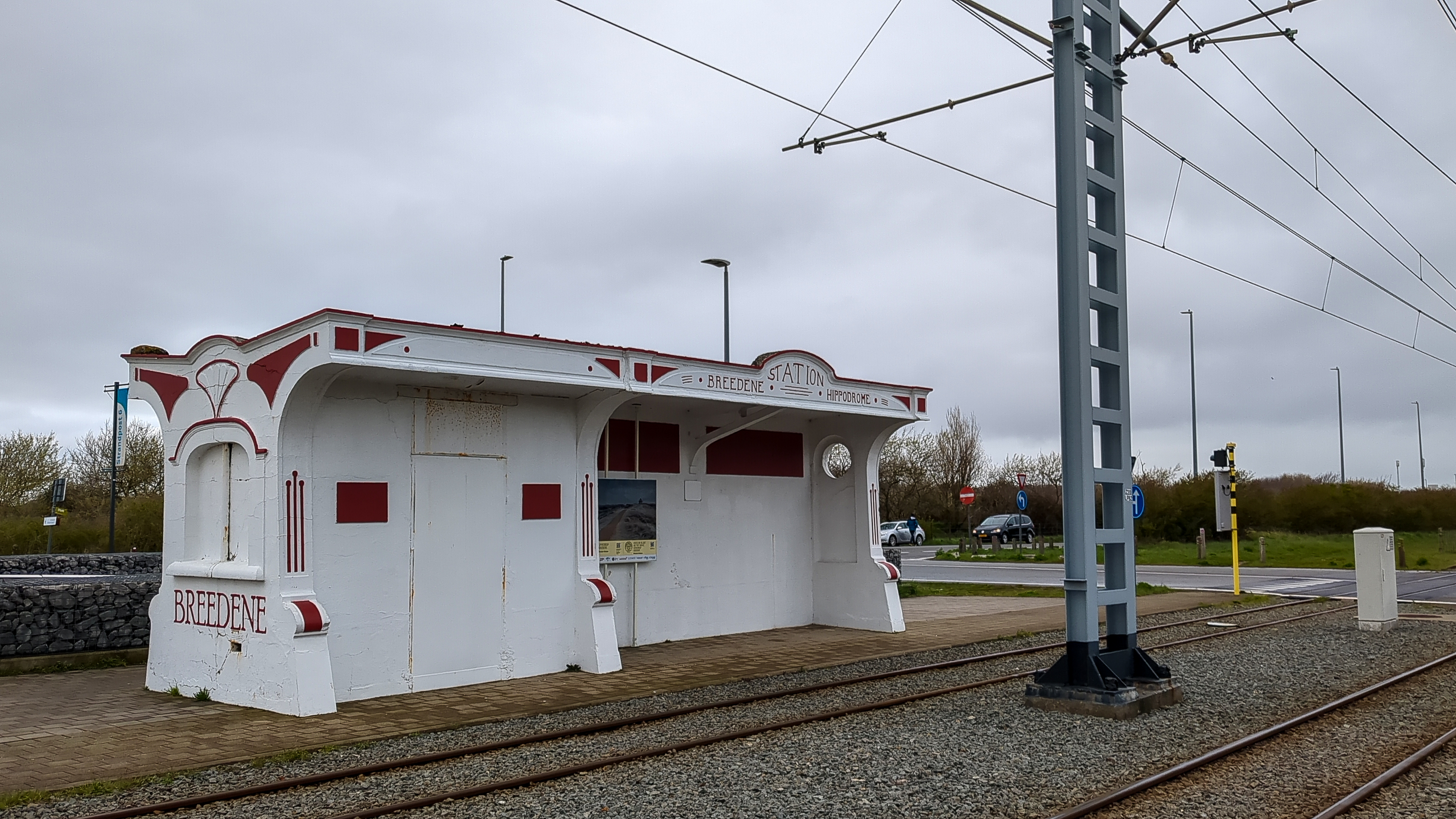
Het wachthuisje
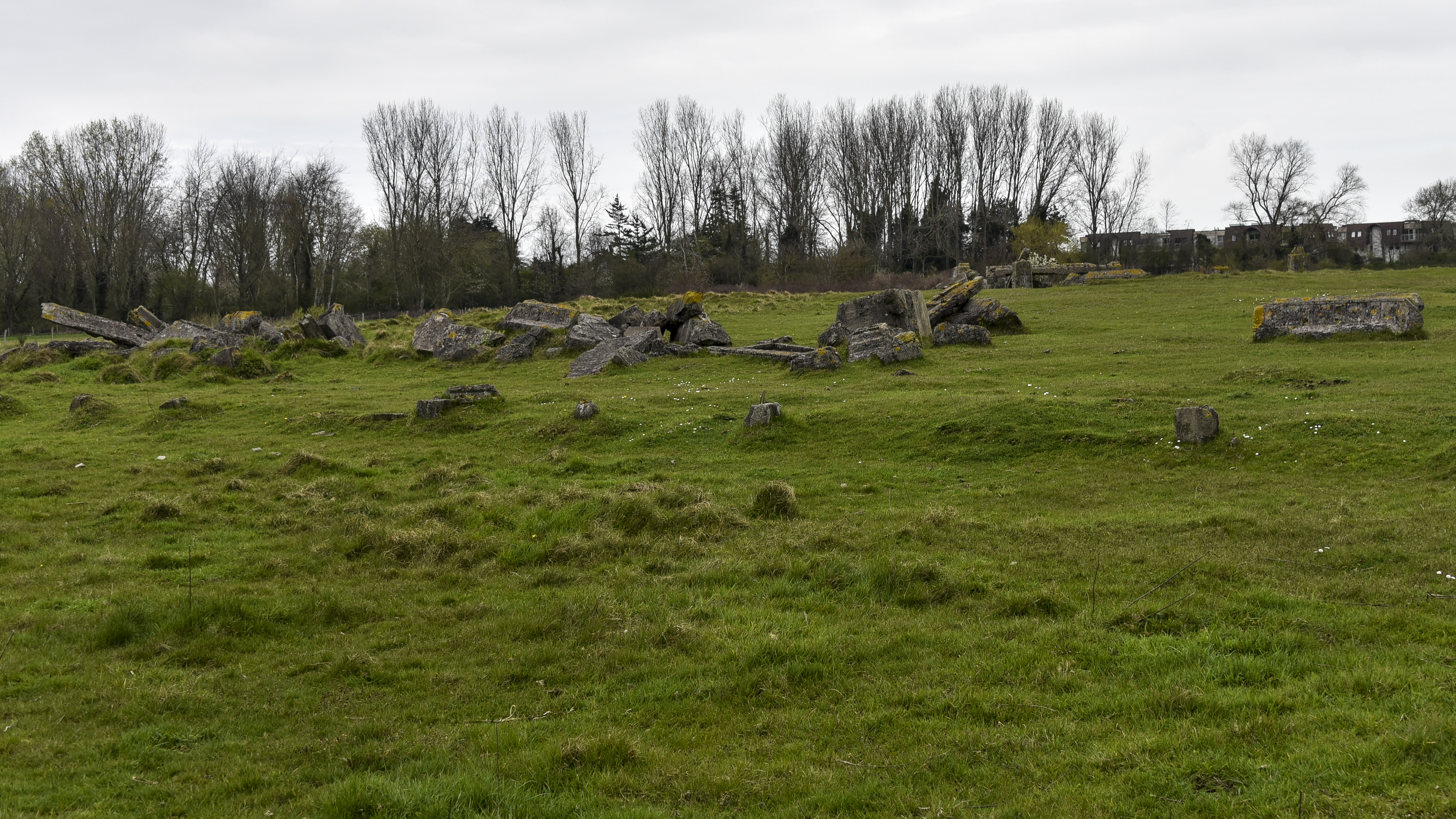
Restanten van de hippodroom